# والتر س. يندلي
والتر س. يندلي (بالإنجليزية: Walter C. Lindley)‏ هو قاضي ومحامي أمريكي، ولد في 12 يوليو 1880 في نيوغا في الولايات المتحدة، وتوفي في 3 يناير 1958.